# Mazurka elegiaca
Mazurka elegiaca, op. 23 núm. 2, per a dos pianos, fou composta per Benjamin Britten entre i el juny i el juliol de 1941. Ethel Bartlett i Rae Robertson la van estrenar el 9 de desembre de 1941 al Town Hall de Nova York. Va ser escrita en memòria del pianista, compositor i estadista Ignacy Jan Paderewski, que acabava de morir. La peça dura uns set minuts.

## Origen i context

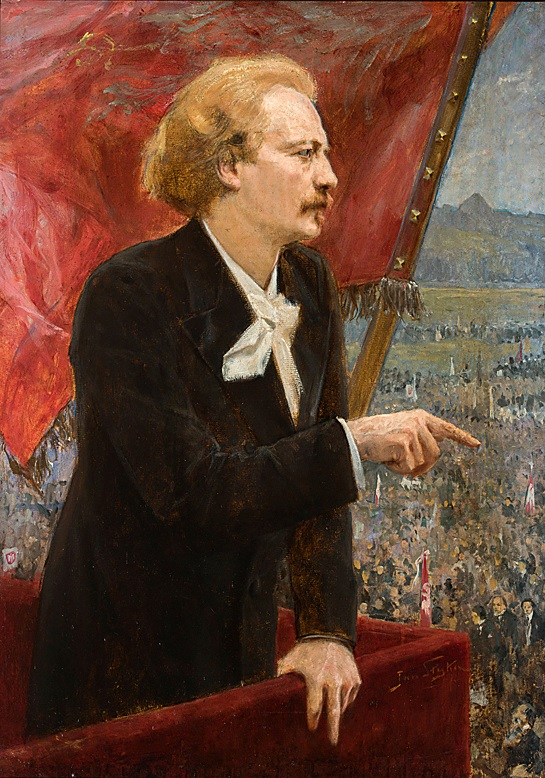
Retrat de Ignacy Jan Paderewski, per Jan Styka

Benjamin Britten va crear la Mazurka Elegiaca durant els seus tres anys residint als Estats Units que van coincidir amb els primers anys de la Segona Guerra Mundial. Aquesta peça reflecteix la seva depressió pel conflicte i la seva separació d'Anglaterra durant aquest període tumultuós. A més, és un record commovedor i agredolç perquè és un homenatge a Paderewski, el virtuós pianista que també va esdevenir president de Polònia i un símbol nacional. Paderewski es va veure forçat a l'exili quan Polònia va ser dividida després de l'ocupació nazi-soviètica del 1939, i va morir a Nova York a principis de 1941. La Mazurka Elegíaca és, a la vegada, un homeatge a Chopin, compositor també polonès del que Paderewski en fou un gran intèrpret. Britten va capturar la melangia pròpia de les masurques de Chopin en aquesta obra, tot utilitzant una tonalitat, el la bemoll major, sovint utilitzada pel mateix compositor.
Va ser, de fet, l'editor de Britten, Ralph Hawkes, qui li va demanar l'obra per a l'homenatge que havia planificat amb un volum de peces per a piano sol de compositors destacats d'Europa, incloent-hi Bartók, Martin i Milhaud. En una anècdota curiosa, es va confondre i, en un telegrama, va sol·licitar "una peça per a dos pianos" en lloc de la sol·licitud original de "dues peces per a piano". Com a resposta a aquesta petició errònia, Britten va crear una obra destinada al matrimoni Ethel Bartlett i Rae Robertson, per als quals ja havia escrit Introduction and Rondo Alla Burlesca (que també va ser interpretada el dia de l'estrena) durant la seva estada als Estats Units, i amb qui també havia col·laborat Martinů.
El crític del The New York Times va elogiar l'obra com a «un tribut tendre i adient, ja que tenia dignitat i un toc de noblesa». El documentalista expert en Britten John Bridcut, identifica la peça com «un lament per la situació de Polònia: la seva tendresa està plena de violència, i al mig, la peça sembla penjar-se per un fil».
Uns mesos després de la interpretació de la Mazurka elegiaca, l'abril de 1942, Britten i Pears van decidir tornar a Anglaterra.